# NO8DO
NO8DO o NO&DO es el lema y logotipo del Ayuntamiento de Sevilla (España). Se compone de la palabra NO, algo similar a una madeja de hilo de lana y la sílaba DO, y tradicionalmente se interpreta como "no-madeja-do", es decir, un acrónimo con jeroglífico para crear "no me ha dejado", en referencia a la fidelidad de la ciudad al monarca medieval Alfonso X el Sabio en la guerra que mantuvo contra su hijo Sancho, leyenda que se inventa Ortiz de Zúñiga, y que hoy sabemos que no es real. 
Se considera armas menores de la ciudad, siendo las armas mayores, la de mayor importancia, el emblema formado por el rey Fernando acompañado a cada lado de los obispos San Isidoro y San Leandro.
Está presente en numerosos edificios y es símbolo municipal.

## El escudo de la ciudad

Escudo de Sevilla

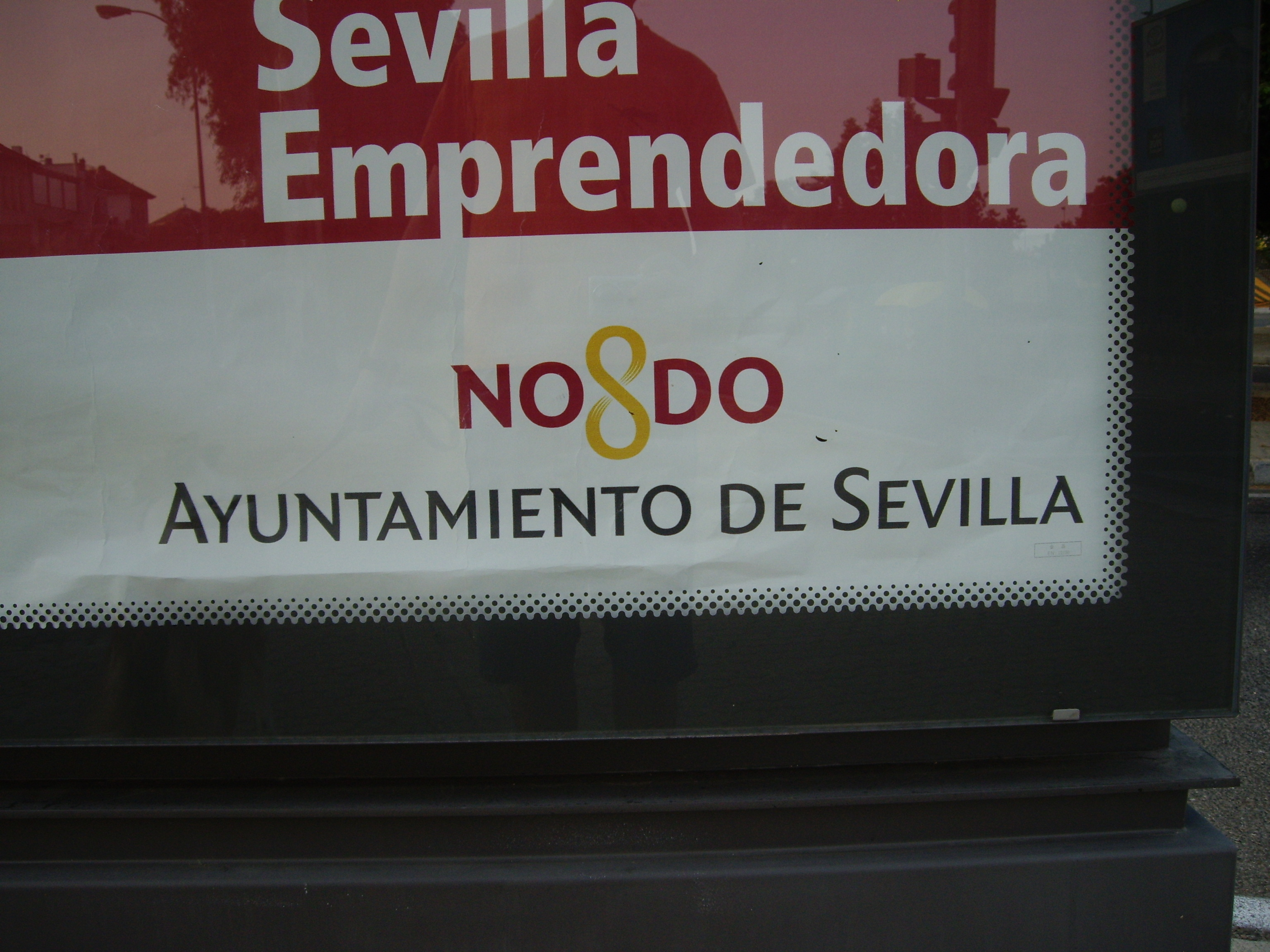
Logo del Ayuntamiento de Sevilla en una campaña publicitaria. El logo corporativo del Ayuntamiento desde septiembre de 2003 es esta versión moderna del NO8DO. Fue realizado por el diseñador gráfico Antonio Jiménez, nacido en Coria del Río.

El escudo de armas de Sevilla, las consideradas "armas mayores", representa a Fernando III el Santo, quien conquistó la ciudad en 1248. El monarca porta una esfera terrestre y una espada; a ambos lados se encuentran los obispos San Isidoro y San Leandro, clérigos católicos vinculados a Sevilla y a la casa real visigoda. 

Tiene Sevilla desde aquel tiem-

po por su sello, y armas el Sancto

Rey Don Fernando en Tribunal

assentado, con una espada desnu-

da, y levantada en la mano dere-

cha y en la yzquierda un globo

de mundo, entre los dos gloriosos

hermanos Leandro, e isidoro patro-

nes de Sevilla, y prelados suyos
Alonso Morgado, Historia de Sevilla. Sevilla, 1587, fol. 69v

## La bandera de la ciudad

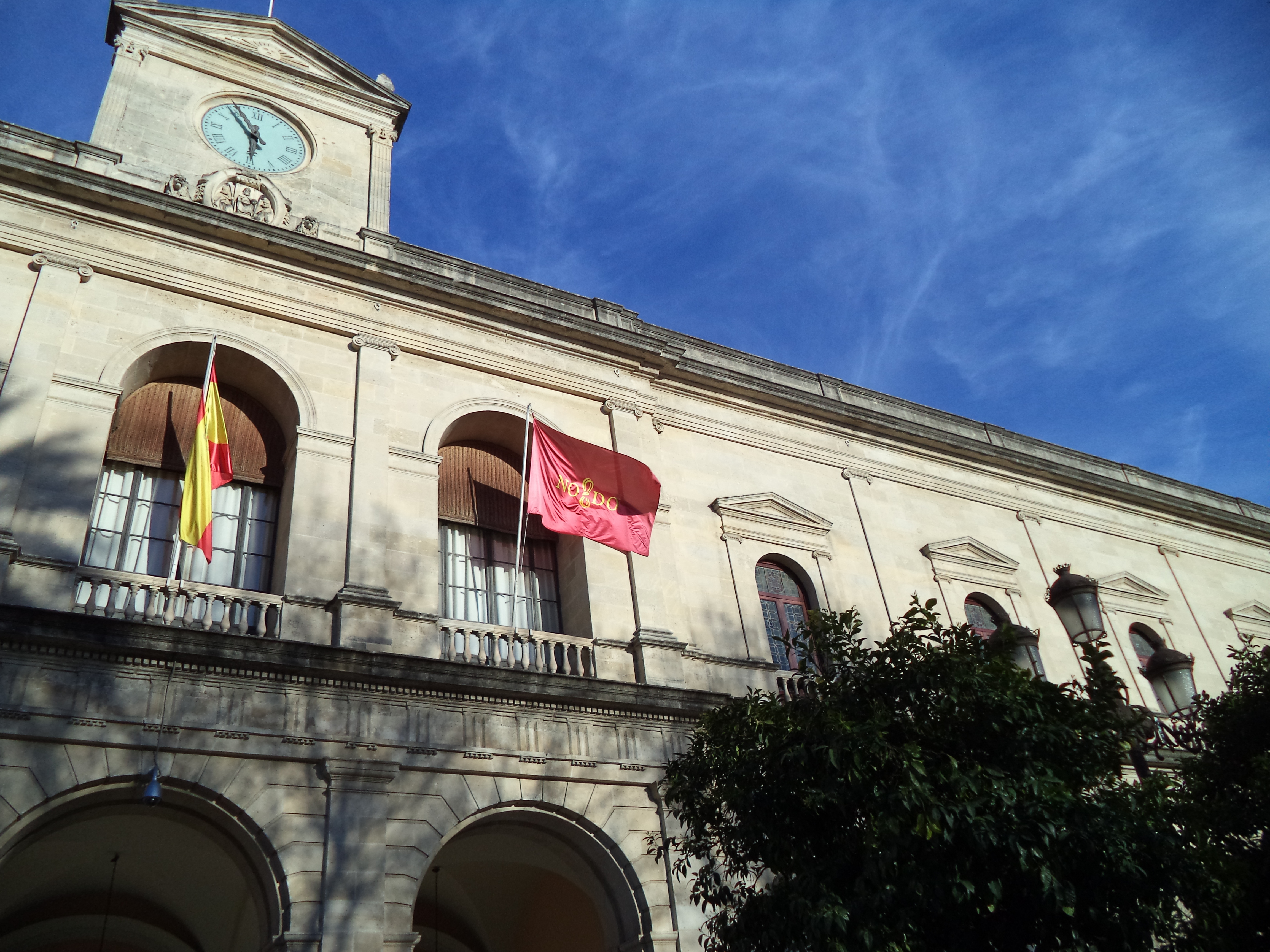
Bandera de Sevilla, a la derecha de la bandera española, en el balcón de la plaza Nueva del Ayuntamiento de Sevilla

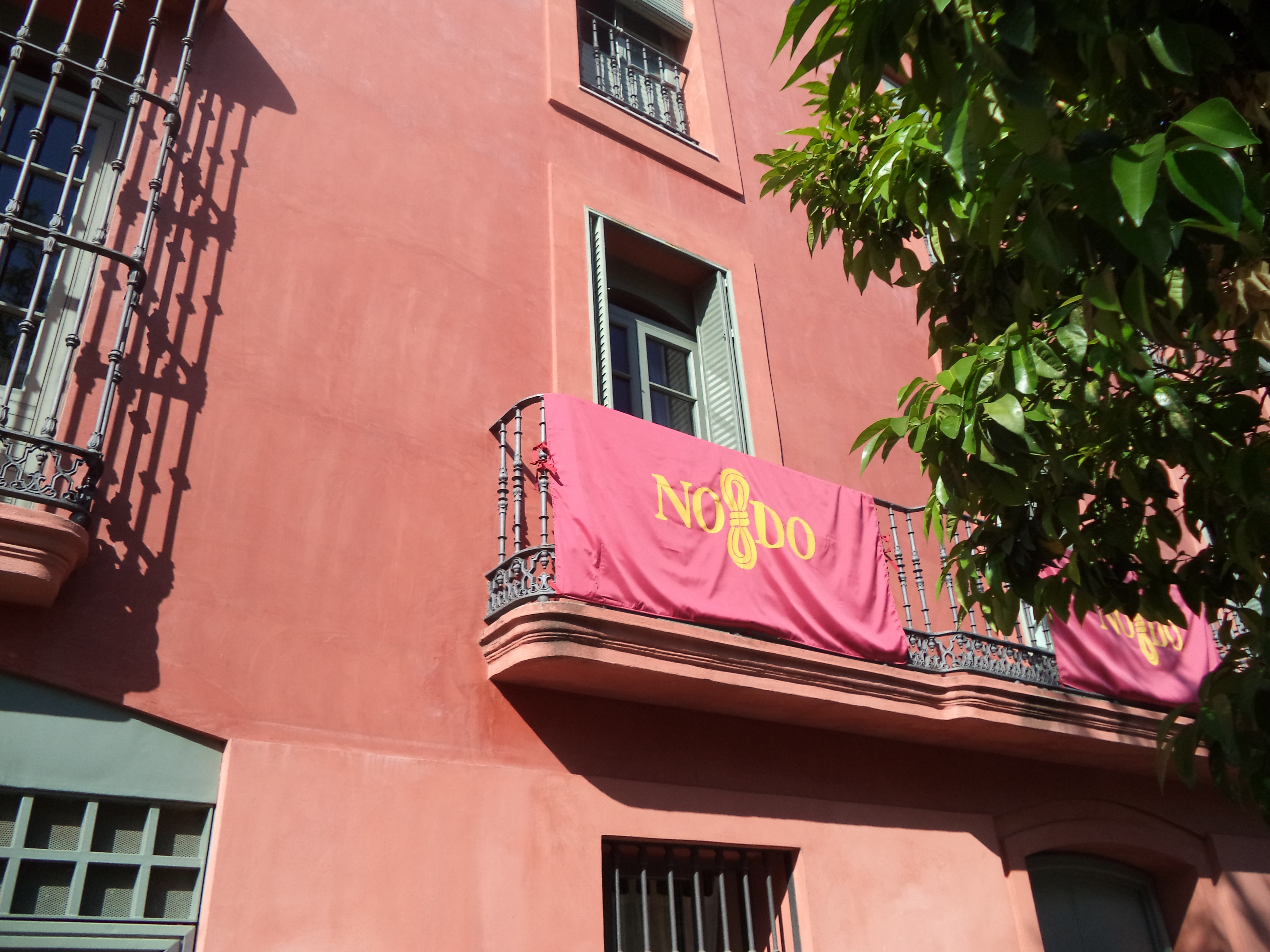
Bandera de Sevilla en el balcón de una casa de la calle San Fernando de la ciudad el Jueves Santo

Tradicionalmente, el estandarte había sido el pendón de la ciudad de Sevilla, que tiene un bordado de San Fernando sentado con su espada en un fondo carmesí, bordeado por castillos y leones, símbolos de Castilla y de León. Existió una polémica de varios años entre los que preferían crear una bandera nueva y los que preferían usar el tradicional pendón. 
El inicio oficioso del proceso tiene lugar en 1989 cuando el jefe de protocolo municipal Mauricio Domínguez-Adame realiza un informe donde se explica la historia y los usos del pendón, argumentando que la existencia del primero no suple la falta de bandera. Se argumenta que se han recibido muchas solicitudes para que Sevilla tenga bandera.
En el minucioso informe se explica que el pendón de la ciudad se ha usado siempre en ocasiones muy solemnes de la corporación municipal pero que la ciudad precisaba una bandera para usarla como enseña continuamente y también como propósito decorativo. Se comentaba que la gran complejidad del diseño del pendón hacía difícil su reproducción, que no admitía torpes copias y que por eso a lo largo del siglo XIX esta ausencia de bandera hispalense se había suplido siempre con la bandera de España y que, cuando se hacía necesario representar a la ciudad, se recurría siempre "tapices, reposteros y colgaduras". Se explica en dicho informe que es a raíz de la Transición cuando en el balcón municipal se colgaba una copia pintada de dicho pendón a modo de bandera.
La actual bandera de Sevilla fue autorizada por decreto 69/1995 de 14 de marzo (BOJA 44 de 18 de marzo de 1995) siendo rectangular en la proporción 2/3, de color rojo carmesí, con la divisa NO8DO de amarillo en el centro. La tramitación se dio con relativa rapidez para que la bandera estuviera lista para el 18 de marzo, en que el monarca Juan Carlos I dio su aprobación e hizo entrega simbólica del estandarte. Ese mismo día el rey visitó la ciudad con motivo de la boda de la infanta Elena en la catedral de Sevilla.
El pendón aún se conserva, aunque solamente para actos tan solemnes que ha caído prácticamente en desuso.

## Origen y significado del símbolo
Gonzalo Argote de Molina escribiría en 1588 que el origen del símbolo sería hacer una apología de la buena gestión de lo público:

[...]otros dizen que el cabildo usó desta devisa para sinificar por ella que en lo que en el se tratase no fuese madexado [...] sino liso y sin madexas
Argote de Molina. 1588. Elogios, armas, divisas e insignas de las reinas, infantes, ricoshombres, cavalleros i escuderos fijosdalgos contenidos en el repartimiento de la Muy Noble y Muy Leal Ciudad de Sevilla

Sin embargo, posteriormente, el mismo Argote corrigió esta versión y dijo que el origen se debía al apoyo que dio Sevilla a Alfonso X, siendo el primero en dejar constancia escrita de esta versión, insertada en el mismo libro:

Rebélose contra el rey Don Alfonso el infante Don Sancho, y tuvieron su boz todos los reinos. Sólo Sevilla tuvo siempre su voz, por lo cual dio a esta ciudad por empresa una madexa con quatro letras. No. DO. y la madexa en medio, que juntando con ellas el nombre de la madexa quiere decir no me ha dexado

En la portada del manuscrito Argote colocó una representación del NO8DO, inserto en un escudo timbrado por una corona real abierta. Este libro se conserva en el Palacio Real de Madrid y el título completo es: Repartimiento de Sevilla hecho por el Rey D. Alonso el Sabio en la era de 1291 años, con los elogios, Armas, insignias y diuisas de las Reynas, infantes, Condes, Ricos hombres, caballeros, escuderos, hidalgos contenidos en el Año de 1588. El repartimiento está escrito tal cual estaba en el siglo XIII, y los "elogios" y notas realizados a la edición están realizados por Argote de Molina. Se trata, pues, de la más antigua copia conservada del Repartimiento de Sevilla y la presencia del NO8DO en la portada ha llevado a pensar que las siglas NO. DO. podrían ser realmente el íncipit del libro, que era una forma antigua de dotar de título a las obras. El íncipit NO.DO. serían entonces las siglas del comienzo del libro del Repartimiento, que es In Nomine Domini.
42 años después de esta edición del Repartimiento, Pablo Espinosa de los Monteros escribió:

Sólamente dice en su crónica [del Rey Sabio] que halló las puertas muy abiertas en esta ciudad [Sevilla] donde fue recibido y sustentado como convenía y así hallándose obligado a esta República le confirmó el privilegio que su padre el Rey Santo le había concedido [...] y le dio por armas las madexas con la letra: Sevilla no me dexa
Pablo Espinosa de los Monteros. 1630. Historia y grandezas de la ciudad de Sevilla (segunda parte).

Décadas más tarde, el presbítero Fernando de la Torre Farfán escribió:

se pintaron los [escudos] de esta muy noble ciudad [...] lo que oy usa su Veneración, que constan de la imagen del Santo Rey, en el trono guarnecido de los santos Arçovispos Leandro y Isidoro, ocupando los reversos con el Antiguo Symbolo de su Lealtad, que es en campo azul una madexa de Oro entre las letras NO. DO. escritas con Caracteres de Plata, cuya Cifra es: No me ha dexado
Fernando de la Torre Farfán. 1671. Fiestas de la Santa Iglesia Metropolitana [...] de Sevilla al nuevo culto del Señor Rey San Fernando

El célebre historiador de temas hispalenses Diego Ortiz de Zúñiga, en su conocida obra Anales Eclesiásticos y Seculares de la Muy Noble y Muy Leal Ciudad de Sevilla (1671) (ed. 1795, vol. I, pp.331-332), escribiría que el logo significaba "no me ha dejado", y que fue entregado por el monarca Alfonso X a Sevilla en 1283, siete meses antes de su muerte, coincidiendo con la confirmación a la urbe de todos sus privilegios "por la gran lealtat e amor verdadero" demostrados por la urbe ante la sublevación del infante Sancho.
Pero el propio Ortiz de Zúñiga dijo; «hallo en Memorias antiguas que dio el Rey esta empresa y mote por mano de un caballero del linage de los Villafranca», él mismo dudó y sabía que no tenía su origen en Alfonso X.
El hecho de que no existan fuentes por escrito que expliquen su significado anteriores al siglo XVI, ha hecho que muchos quieran atribuirle otro significado original. Pero ha quedado claro en la actualidad que ni tiene un origen medieval ni en Alfonso X.
Según las investigaciones expuestas por el historiador Emilio Carrillo Benito en su libro El NO8DO de Sevilla: Significado y Origen, el lábaro puede proceder, como íncipit, de las sílabas iniciales de In Nomine Domini, que en latín es "en el Nombre de nuestro Señor", o lo que es lo mismo, "en el nombre de Dios". Suele aparecer con una cruz o crucificado en medio, aunque en este caso es una especie de nudo. Haciendo así referencia a las aspiraciones expansionistas del antes mencionado rey castellano Alfonso X por dominar los cuatro reinos de Andalucía y el Sacro Imperio Romano Germánico. Lemas parecidos a Nomine Domini los comparten otros escudos de armas de ciudades europeas desde la Edad Media como Londres: Domine Dirige Nos; y otros muchos como la localidad de Vejer de la Frontera In Dei Nomine, Amén. De ese modo la madeja no sería más que un nudo, que provendría del transitivo nodo, anudar en latín, y el masculino nodus, que significa nudo.
El origen definitivo, es que si hay constancia de que dicho símbolo estaba en el antiguo cabildo, el ubicado en el antiguo Corral de los Olmos, reformado entre 1436 y 1439, y que al construirse el nuevo edificio del ayuntamiento en la Plaza de San Francisco, simplemente se copiaron los escudos existentes de un edificio a otro. También después de unas reformas de reparación de los Caños de Carmona tras un terremoto, se colocó este símbolo. Curiosamente el símbolo aparecía también en la casa que fue de Francisco de Villafranca, que ostentó durante muchos años y desde julio de 1437 el cargo de obrero mayor de la ciudad, es decir, era la persona encargada por el cabildo de la planificación, contrata y supervisión de las obras municipales, de ahí que pusiera sus armas y emblemas en las obras que realizó en nombre del ayuntamiento, como en la alcantarilla sobre el Tagarete, donde estaba la imagen de la Virgen, y en las reformas del Corral de los Olmos. Queda claro, como ha investigado Rafael Sánchez Saus, que el No&Do es un emblema de los Villafranca, y fue principalmente Ortiz de Zúñiga quien difunde la leyenda, aunque él mismo dice que es de los Villafranca.

## La lealtad de la ciudad a Alfonso X
La versión más usada pero no la real, como hemos visto, es la que se refiere a la lealtad de la ciudad a Alfonso X en el conflicto con su hijo Sancho por los derechos de herencia del trono. 
Dentro de todas las reformas y modernización del reino llevadas a cabo por Alfonso X estaba la ley de sucesión a la Corona, recogida en Las Siete Partidas. La tradición hacía que al rey le sucediera el hijo varón de mayor edad vivo, en caso de no haber hijos, se pasaría a las hijas en los mismos términos; sin embargo Alfonso X cambió la fórmula, en caso de que el hijo varón de más edad hubiera fallecido, pero hubiera dejado a su vez hijos, estos nietos del rey serían los herederos. Alfonso X tuvo un primer varón, el infante Fernando de la Cerda, que era el heredero pero muere en 1272. Para Alfonso su heredero pasaría a ser su nieto Alfonso de la Cerda, hijo del fallecido Fernando. Pero Sancho, segundo hijo varón del rey Alfonso, reclama sus derechos como marcaba la tradición. Esto fue el inicio del conflicto. Sancho, con el apoyo de la esposa del rey, Violante de Aragón,llegó a alzarse en armas contra su padre. Sancho y Violante fueron ganando ciudades a su causa en donde se declaraba desposeído de la Corona a Alfonso X.
Sancho incluso esgrimió una de las enfermedades que padecía su padre el rey Alfonso, como excusa para apartarlo del poder. Alfonso fue sufriendo un fuerte dolor en la mandíbula, era un tumor que iba creciendo, que despedía mal olor, y que le llega a hacer perder un ojo, nunca se curó del ojo como dice la leyenda de la fundación de la iglesia de Santa Ana de Sevilla. El rey, sin remedio para dicha enfermedad sufría fuertes dolores que le provocaba deformación de la cara, lo que hizo que Sancho dijera que sufría lepra; llegaba a tener fuertes cambios de carácter, lo que hacia difícil en el trato a diario, todo fruto del dolor continuo.  
Alfonso X muere en Sevilla en 1284, dejando en el testamento reflejado el rechazo hacia su propio hijo Sancho, que llegará a ser Sancho IV de Castilla 
Este hecho histórico es que se usó para justificar el origen del No&Do, que hoy sabemos que nada tiene que ver con Alfonso X.

## Reproducciones históricas

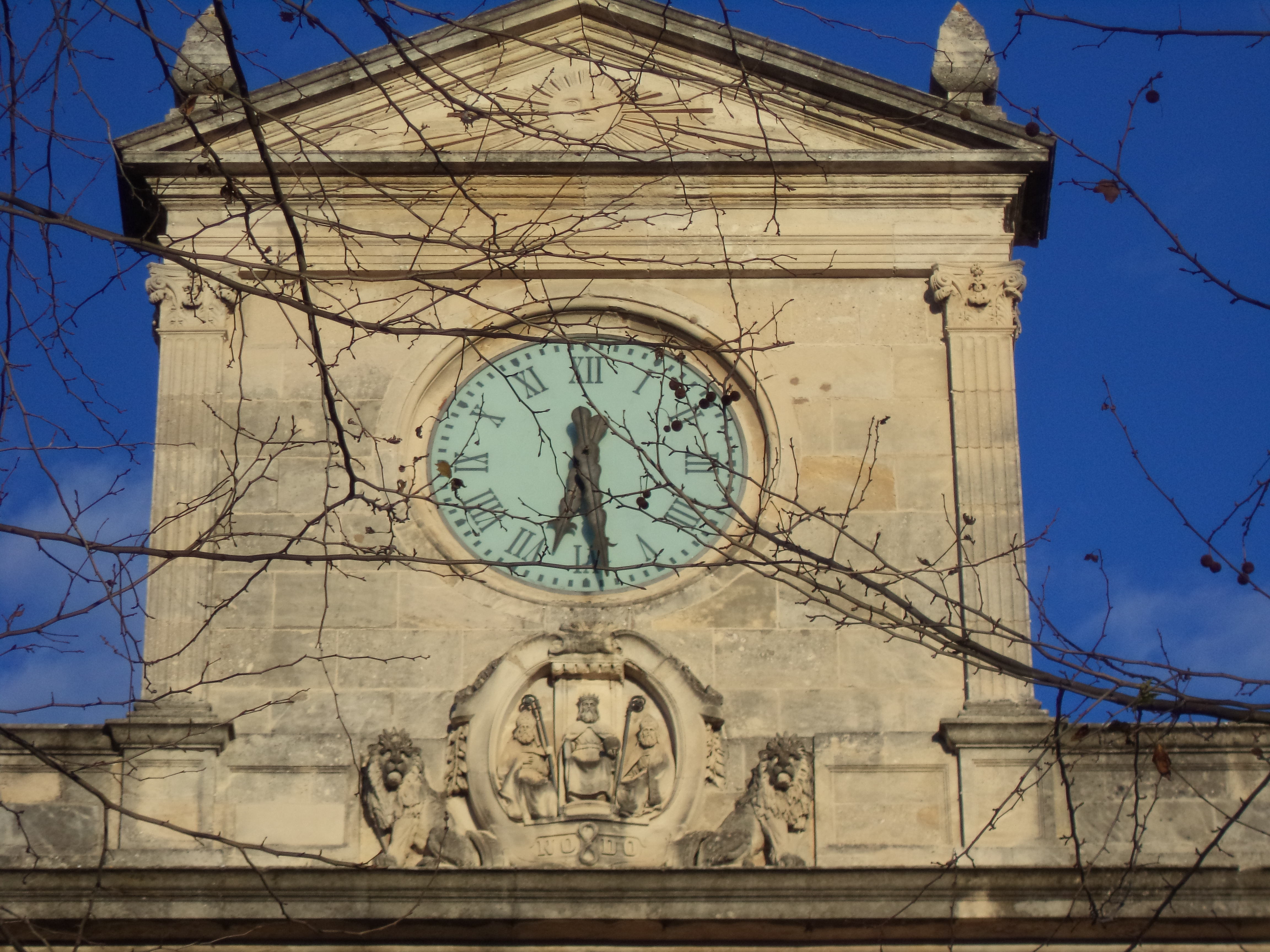
Una versión del escudo de Sevilla en la fachada del Ayuntamiento hacia plaza Nueva. El escudo incorpora el símbolo del NO8DO.

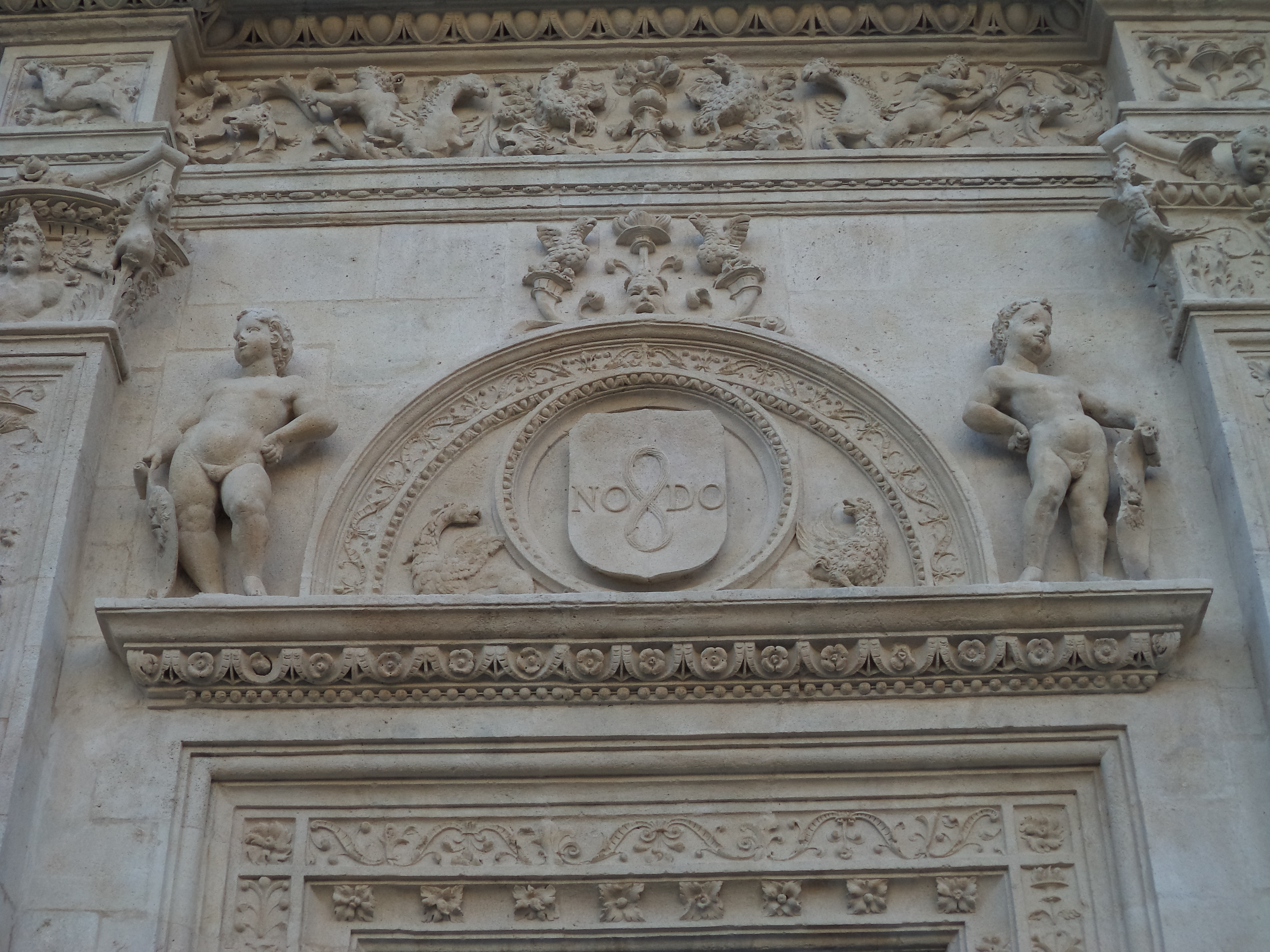
NO8DO en el Ayuntamiento de Sevilla, en la plaza San Francisco, custodiado por dos niños que portan escudos. Hay también aves y cornucopias.

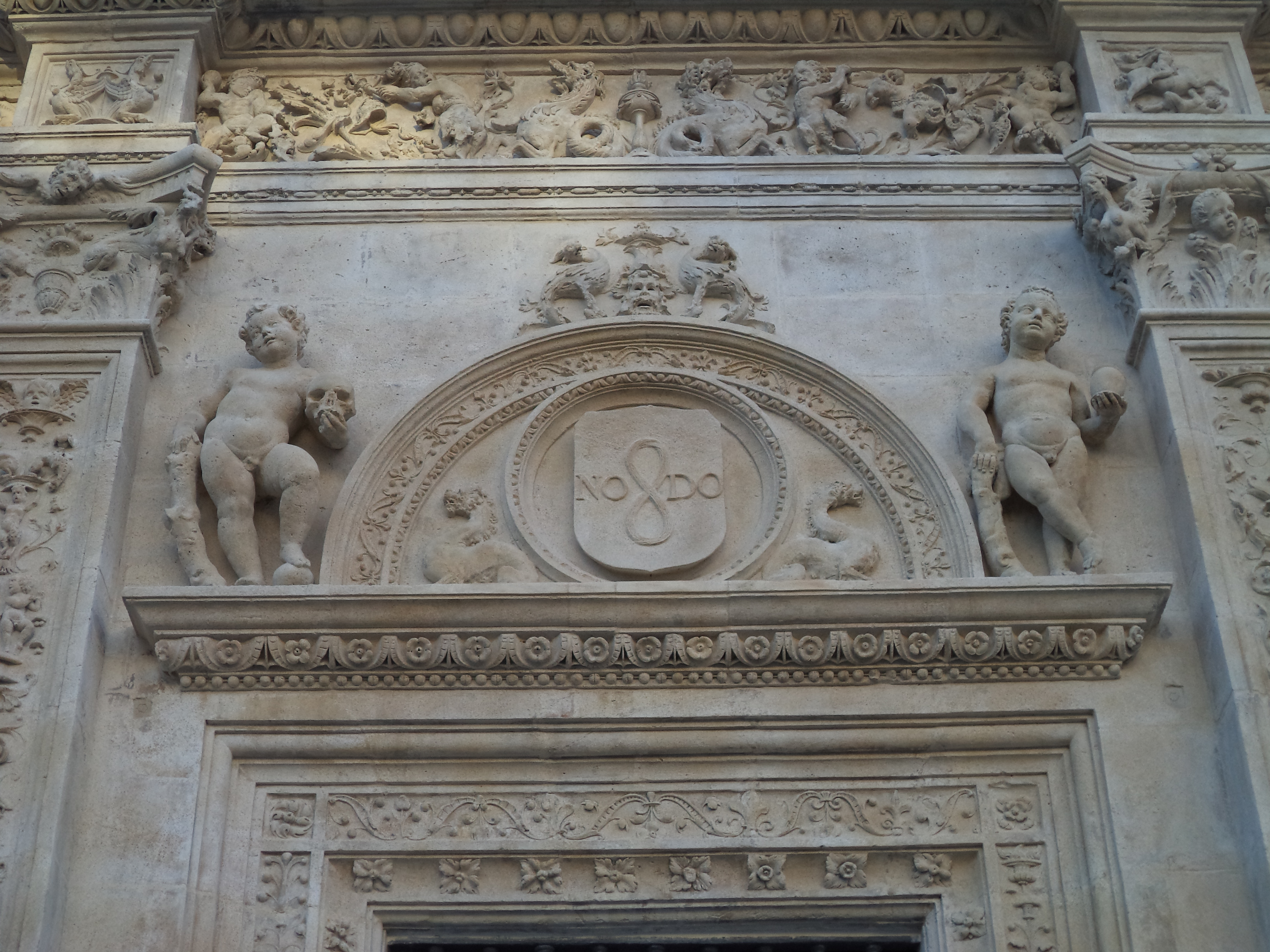
Uno de los NO8DO del Ayuntamiento sevillano, en la plaza San Francisco. Los niños escudan el logo portando calaveras y un tronco. Las aves y cornucopias del relieve próximo ahora son dragones y el rostro del jarrón se ha tornado más siniestro.

Se sabe que el antiguo cabildo de la ciudad poseía una reproducción del NO8DO, se puso allí en las ambiciosas reformas que tuvieron lugar en el edificio entre 1437 y 1439. Sin embargo, el consistorio se trasladaría desde el antiguo cabildo, que estaba en un lugar conocido como Corral de los Olmos, al actual emplazamiento, en el siglo XVI, buscando un edificio más grande y mejor dada la importancia que había tomado la ciudad en el Siglo de Oro. Es por esto que en el nuevo cabildo se copió ese emblema.
También se sabe que el logo existió en la representación de la Virgen en el acueducto de los Caños de Carmona, donde pasaba por el arroyo Tagarete. En relación con estas dos reproducciones históricas Argote de Molina escribió:

esta divisa se ve en el cabildo viejo de Sevilla, y en la imagen que llaman de Nuestra Señora de las Madexas, en la puente de entre la Pila de los Caños de la Puerta de Carmona de Sevilla, y Sant Benito

En lo que respecta a la Virgen, se sabe que en el siglo XVIII Cristóbal Ramos talló una Virgen para la hornacina. Esta Virgen fue profanada en la Revolución de 1868. Tras esto los fieles llevaron a la Virgen a la Iglesia de San Roque, donde permaneció hasta la quema de la iglesia en 1936. En 1993 se colocó un azulejo con la Virgen en la arquería de los Caños de Carmona en recuerdo de la original, existiendo una copia moderna en la misma iglesia de San Roque. 
Gracias a Francisco de Medina y a Diego Ortiz de Zúñiga conocemos que existió el logo en una céntrica torre-fuerte edificada en 1451, que perteneció a los Villafranca, sin embargo esta torre fue derribada en 1811 por los franceses durante la invasión de la ciudad, y en la zona se construyó el mercado de abastos de la Encarnación. Esta torre fue construida por Francisco de Villafranca y perteneció a los condes de Villafranca primero, a los condes de Saavedra y los Martel después, y finalmente de los de Castelar. Su destrucción fue especialmente negativa, ya que la torre había sobrevivido al edicto de los Reyes Católicos que prohibían este tipo de edificaciones a particulares. 
Francisco de Villafranca, además de construir esa torre fuerte, fue obrero mayor del concejo y, por ello, fue el encargado de reconstruir el puente de entre la Pila de los Caños de la Puerta de Carmona y San Benito y de las obras del antiguo cabildo efectuadas entre 1437 y 1439. De aquí se deduce que Francisco de Villafranca era gran precursor de este logo. Es más, al hacer la obra del Puente de los Caños de la Puerta de Carmona, el sarcedote y humanista Francisco de Medina (1544-1565) dijo "allí puso la madeja y la letra, la empresa y sus armas", por lo que colocó en el citado puente la madeja junto al escudo de armas de su familia. Francisco de Villafranca procedía de un linaje largamente relacionado con el cabildo y desde hacía siglo y medio su familia tenía un gran peso en la vida institucional de la ciudad. Diego Ortiz de Zúñiga relaciona la historia de los Villafranca directamente con Alfonso X y con la historia del NO8DO, y escribió:

hallo en memorias antiguas que dio el rey [Alfonso X] esta empresa y mote [el NO8DO] por mano de un caballero de linage de los Villafranca, muy su favorecido; causa de que también los Villafranca lo pusiesen con sus armas. Vivía Nicolás Pérez de Villafranca, escribano mayor del Cabildo; y acaso fue él mismo

En la actual casa consistorial existen reproducciones del NO8DO hechas en torno a 1788, en la fachada que da a la puerta del apeadero. Dentro del Ayuntamiento, en el friso de la parte sur de la sala capitular baja, existen dos cartelas con representaciones del NO8DO flanqueadas por grupos escultóricos del calvario y sacrificio de Isaac, y que fueron realizadas con la construcción del edificio, en torno a 1533 y 1534.

## El discurso de Alfonso XIII en la plaza de América
En los años 20 del siglo XX, el rey Alfonso XIII se volcó con Sevilla en la Exposición Iberoamericana de 1929, siguiendo de manera atenta la construcción y desarrollo de la misma. El 7 de abril de 1926, en una de sus visitas a Sevilla donde se ocupó de varios asuntos, entre ellos la entrega de terrenos para pabellones, tuvo lugar un banquete en el pabellón Real, ya construido, y una posterior fiesta en la aneja plaza de América. En dicha fiesta Alfonso XIII pronunció un discurso sobre la futura exposición y el papel de Sevilla como centro comercial más importante del sur de España. Dicho discurso finalizó con el siguiente párrafo:

Al señor alcalde de Sevilla, le ruego que en mi nombre dé las gracias a la ciudad por la cariñosa acogida que nos ha dispensado. Decid a los sevillanos que si un rey Alfonso dió a Sevilla el galardón de que en su escudo pusiera la frase "No me ha dejado", otro rey Alfonso dice que él nunca dejará a los sevillanos.